# Тальський Ростислав Борисович
Ростислав Борисович Тальський  (25 січня 1953, Хотин) — бізнесмен, меценат, дистриб'ютор (бізнес), громадський діяч, перший заступник голови Громадської організації Земляцтво буковинців у м. Києві «Буковина».

## Біографія
Народився 25 січня 1953 року в місті Хотині Хотинського району, Чернівецької області.
Мати — Дора Тальська, «Відмінник народної освіти», працювала вчителькою хімії в середній школі № 5 міста Хотин;
батько — Борис Тальський, інвалід Великої Вітчизняної війни — спочатку працював директором дитячого будинку в селі Клішківці  Хотинського району, а потім — директором вечірньої школи робочої молоді у місті Хотині.
З 1960 по 1970 рік навчався в середній школі № 5 міста Хотина, яку закінчив із «золотою медаллю». Навчаючись у школі виступав за збірну Хотинського району з футболу на змаганнях Чернівецької області в рамках турніру «Шкіряний м'яч».
Потім, з 1970 по 1976 рік навчався в Чернівецькому державному медичному інституті.
З 1976 по 1977 рік — інтернатура в Херсонській обласній лікарні.
У 1977 році в місті Херсоні познайомився й одружився з Тамарою Петрівною Литвинюк, після укладення шлюбу — Тальською.
Саме своїй дружині Ростислав Тальський присвятив вірші «Тамарочка», які пізніше стали піснею на музику Володимира Мельникова, що увійшла до репертуару народного артиста України Леоніда Сандуленка.
З 1977 по 1979 рік — працює невропатологом у Новокаховській міській лікарні.
У 1979 році в місті Нова Каховка Херсонської області народилася дочка Яна.
З 1979 по 1984 рік — працює в Запорізькій клінічній лікарні № 6 старшим ординатором клініки гострих порушень кровообігу, єдиному в СРСР відділенні передового досвіду з організації лікування інсультів.
З 1984 року працює в Київській медсанчастині заводу «Ленінська кузня», з 1988 по 1990 рік — головним лікарем санаторію-профілакторію «Корабел» цього заводу, а в 1990 році — обирається трудовим колективом заводу на посаду головного лікаря Київської медсанчастини заводу «Ленінська кузня», на якій працював до 1995 року.

## Підприємницька діяльність, статки
У 1992 році, з ліквідацією СРСР, припинено бюджетне фінансування Київської медсанчастини заводу «Ленінська кузня». Щоб забезпечити медичне обслуговування багатотисячного заводу та оплату праці медичного персоналу, Тальським Р. Б. створюється спільне підприємство з фармації та стоматологічна клініка. З прибутків новоутворених підприємств забезпечувалось лікування робітників заводу та здійснювалась виплата зарплати працівникам медсанчастини.
У 1996 році створено приватне підприємство «Apollo» («Аполло») — основне підприємство українського холдингу "Корпорація «Тальський та Ко».
До складу «Аполло» входять такі структурні підрозділи:
- Фармацевтичний департамент,
- Лікувально-діагностичний центр з клінічно-діагностичною лабораторією та стоматологічною службою,
- Деревообробний цех,
- Ремонтно-будівельний підрозділ,
- Молокопереробний завод «Елітмолпродукт», працює з 2006 року,
- молочні магазини тощо.

До складу холдингу «Корпорація „Тальський та Ко“ також увійшли:
- Акціонерна страхова компанія „Сан Лайф“, працює з 1995 року,
- Всеукраїнський благодійний фонд „Клуб міжнародних контактів“, працює з 1998 року
- Українсько-італійське ТОВ „І. М. К.О . — Інтернешнл Маркетинг К. О.“, працює з 1999 року,
- Приватне підприємство „Шепітроста“.

Основні напрямки діяльності холдингу є:
- медична та лікувально-фармацевтична діяльність, включаючи торгівлю лікувальними засобами (40 % річного товарообігу);
- зовнішньоекономічна торгівля та дистрибуція лікувально-косметичної продукції „Sisel“ (30 % річного товарообігу);
- медично-страхова та фінансово-інвестиційна діяльність (20 % річного товарообігу);
- молокопереробне виробництво, ремонтно-будівельна та деревообробна діяльність (10 % річного товарообігу).

Клієнтами та партнерами холдингу є понад 200 приватних та спільних підприємств недержавного сектору бізнесу, а також понад 12000 приватних осіб у всіх регіонах України.
До власності холдингу належать будівлі загальною площею 43800 кв. м, у тому числі:
- виробничо-адміністративний та складський майновий комплекс ТОВ „Аполло“ в м. Київ — 40000 кв. м;
- приміщення молокопереробного заводу „Елітмолпродукт“ в місті Чернівці — 3000 кв.м;
- медичний бізнес-центр в місті Чернівці — 800 кв.м.

## Громадська діяльність
Ростислав Тальський є одним з найактивніших членів Громадської організації Земляцтво буковинців у місті Києві „Буковина“ та вже багато років поспіль обирається першим заступником голови Буковинського земляцтва.

## Доброчинність
За сприянням Ростислава Тальського в 2007 році видано книгу Володимира Мельникова „Українці — не папуаси“, військово-патріотичні розділи якої „Прикордонникам України“ та „Захисникам нової України“ свідчать про значний особистий вклад мецената в військово-патріотичне виховання прикордонників й інших військовослужбовців і правоохоронців України.

## Фотогалерея

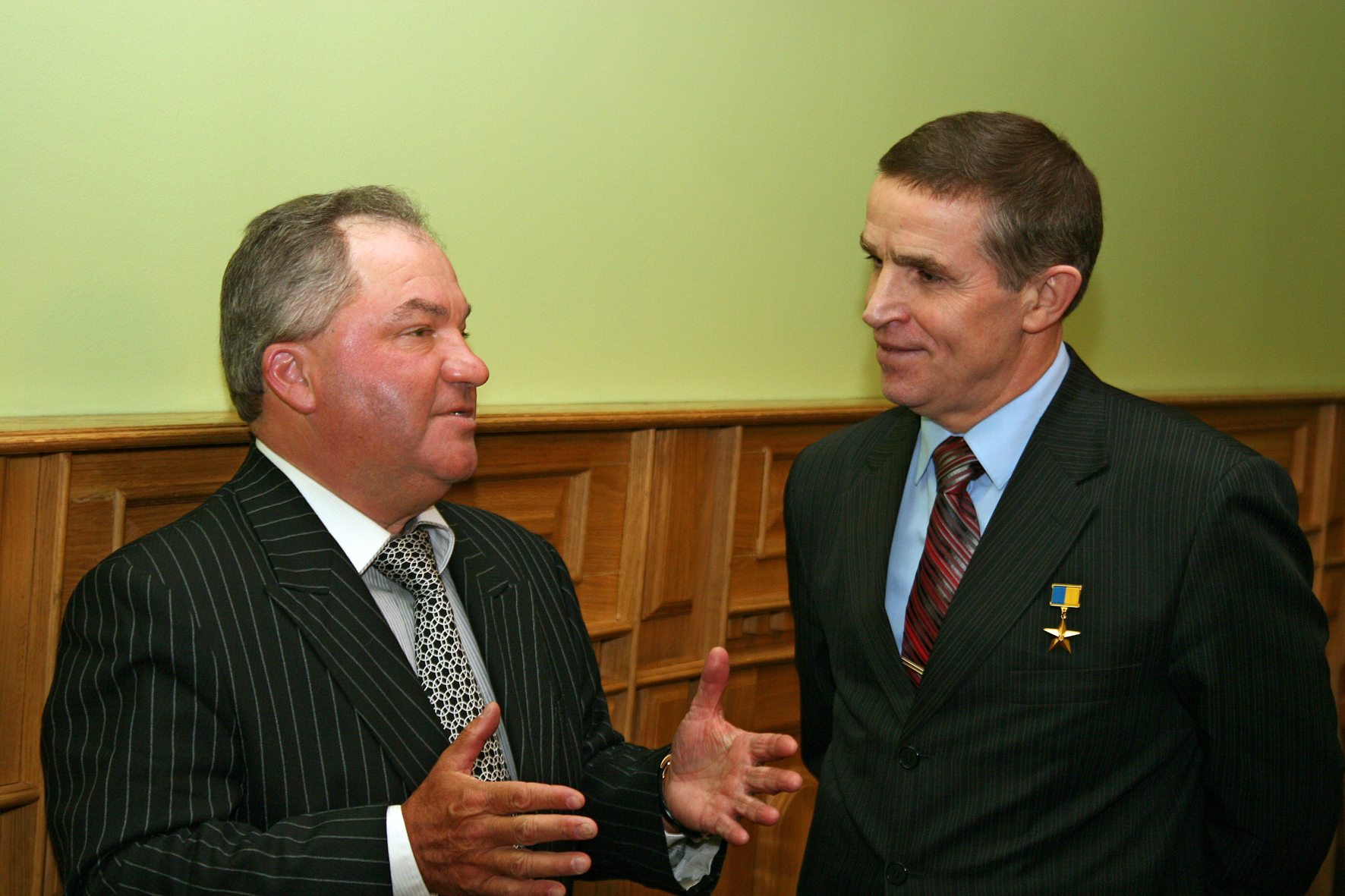
Тальський Р.Б. під час нагородження Каденюка Л.К. в Буковинському земляцтві
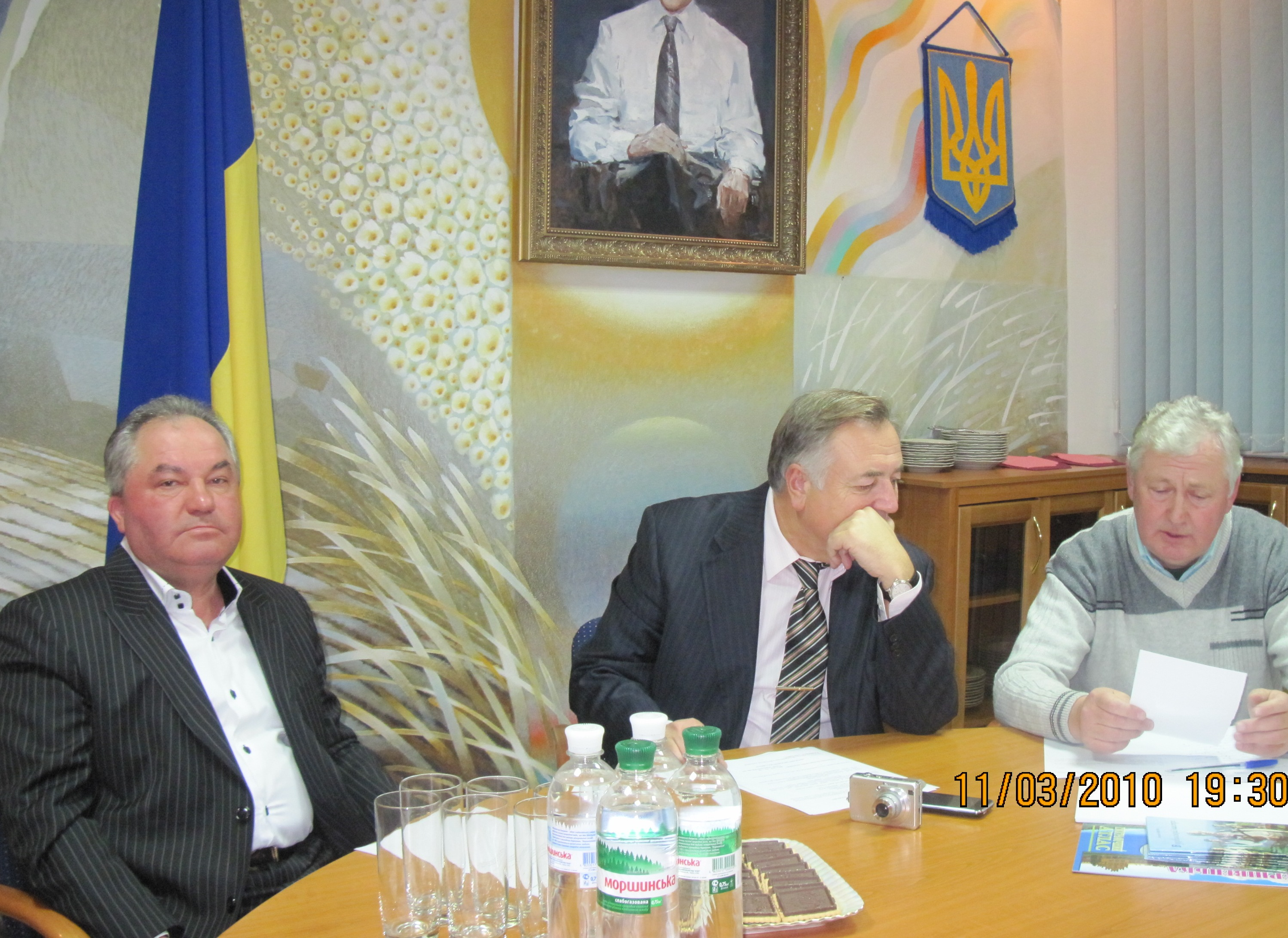
Рада буковинського земляцтва - Тальський Р.Б., Цибух В.І. та Гурбик Б.О.
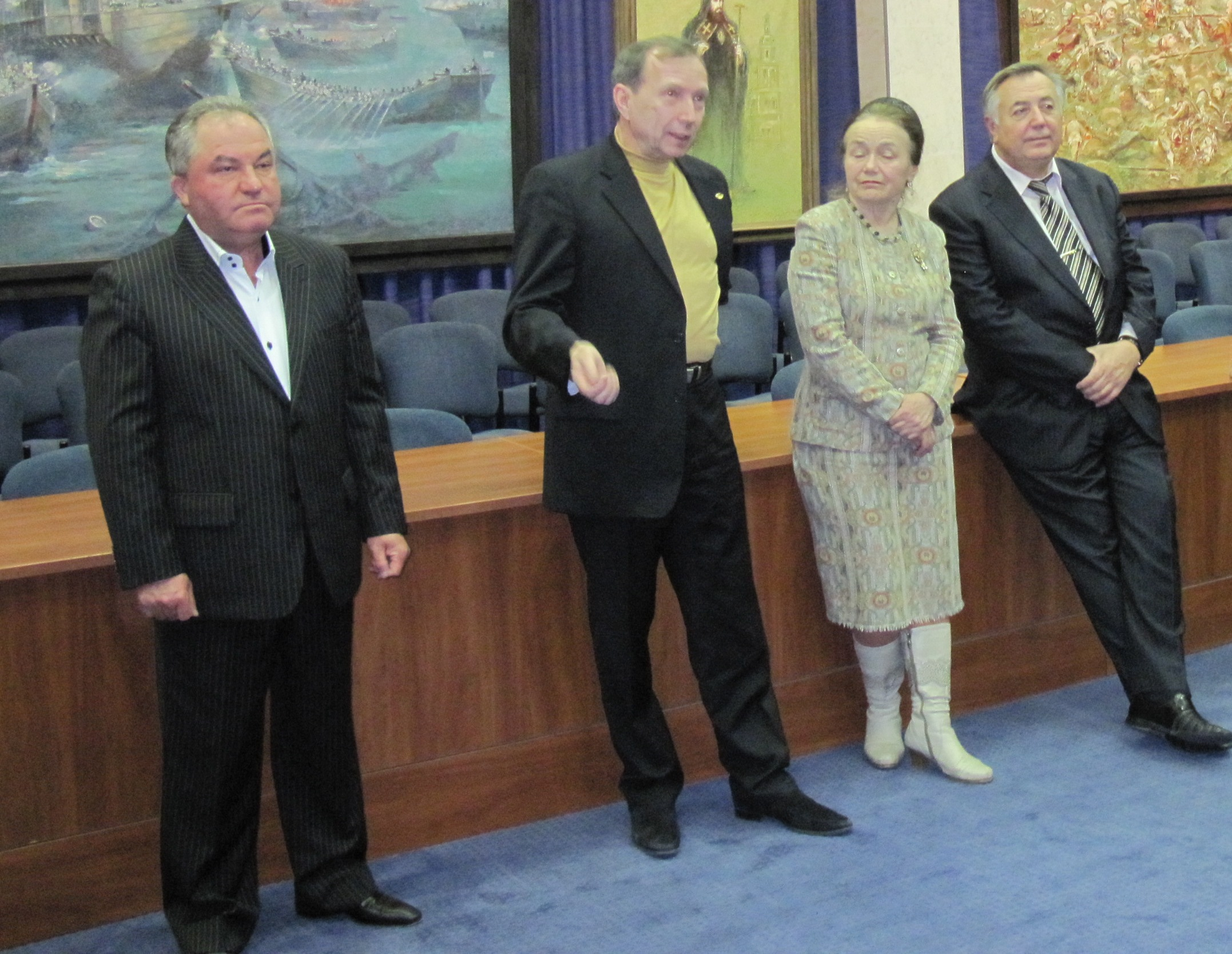
Рада буковинського земляцтва - Тальський Р.Б., Проданчук М.Г., Молдован Л.В., Цибух В.І.
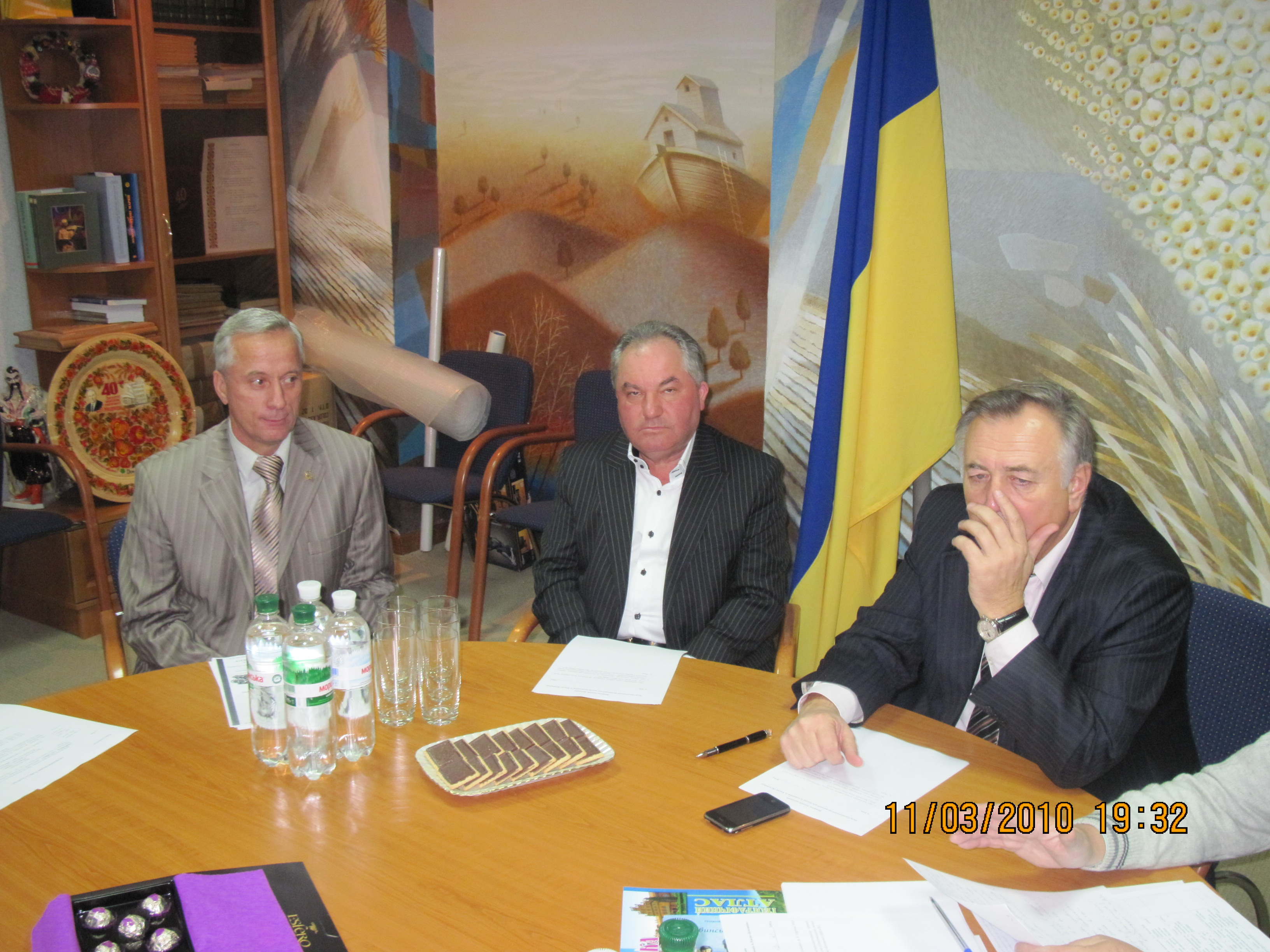
Рада буковинського земляцтва - Мельников В.М., Тальський Р.Б. та Цибух В.І.
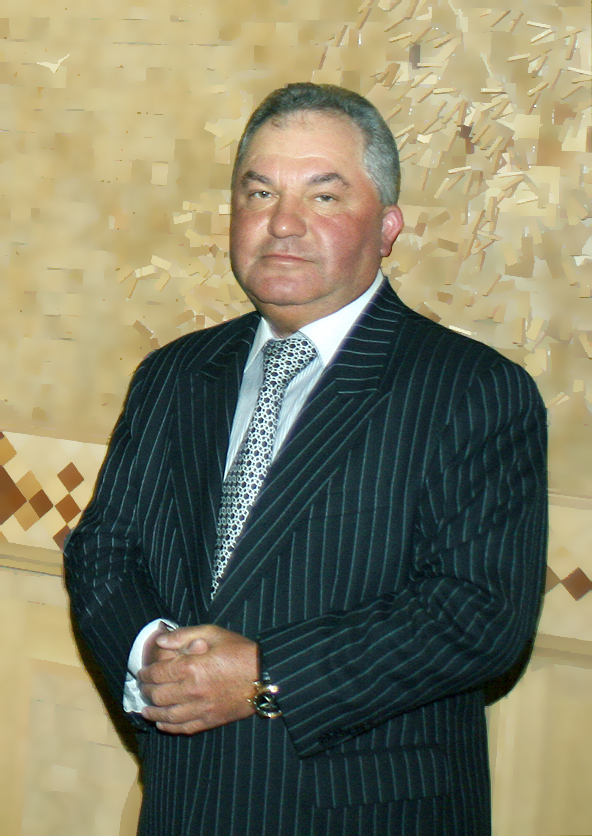
Тальський Р.Б. в ресторані "БУКОВИНА", м. Київ